# Banque de Patrimoines Privés Genève
Die Banque de Patrimoines Privés Genève BPG SA mit Sitz in Genf war eine auf die Vermögensverwaltung spezialisierte Schweizer Privatbank. Sie beschäftigte rund 60 Mitarbeiter und verwaltete mehr als zwei Milliarden Schweizer Franken Kundenvermögen.

## Geschichte
Das Unternehmen wurde 1980 als Vermögensverwaltungsgesellschaft gegründet und 1987 in eine Bank umgewandelt.
Die Banque de Patrimoines Privés Genève befand sich mehrheitlich im Besitz von François Rouge und Jean-François Furrer mit je 38,8 Prozent der Stimmen sowie Didier Tibessart mit 13,34 Prozent der Stimmen. Mit Wirkung zum 1. Januar 2010 wurden sämtliche Anteile durch die Norinvest Holding SA übernommen und die Bank mit deren Tochtergesellschaft Banque Cramer & Cie SA fusioniert.